# Instituut voor Biodiversiteit en Ecosysteem Dynamica
Het Instituut voor Biodiversiteit en Ecosysteem Dynamica (IBED) is een van de tien onderzoeksinstituten van de Faculteit der Natuurwetenschappen, Wiskunde en Informatica van de Universiteit van Amsterdam. IBED heeft meer dan 100 onderzoekers in dienst, waarvan de meerderheid uit promovendi en postdocs bestaat, en daarnaast 30 personen als ondersteunend personeel. Het totale jaarbudget van IBED is ongeveer 10 miljoen euro, waarvan meer dan 40 procent afkomstig is van externe beurzen/fondsen en contracten. De belangrijkste output van IBED bestaat uit publicaties in peer reviewed journals en boeken (gemiddeld 220 per jaar). Elk jaar verkrijgen ongeveer 15 promovendi van IBED hun doctoraat van de Universiteit van Amsterdam. Het instituut wordt geleid door een algemeen directeur die voor een periode van vijf jaar wordt aangewezen door de decaan van de faculteit. De directeur wordt ondersteund door een bedrijfsvoerder.

## Missie
Het IBED heeft als missie het inzicht te vergroten in het functioneren van ecosystemen in al hun complexiteit. Kennis van de interactie tussen organismen en processen in hun fysische en chemische milieu is essentieel voor een beter begrip van de dynamiek van ecosystemen op verschillende temporele en ruimtelijke schalen.
Een van de maatschappelijk relevante activiteiten van het IBED is de betrokkenheid bij de totstandkoming en het beheer van de Nationale Databank Flora en Fauna (NDFF).  